# اليكس فالينتيني
اليكس فالينتيني (بالإيطالية: Alex Valentini) (5 أبريل 1988 بغاستالا في إيطاليا - ) هو لاعب كرة قدم إيطالي في مركز حراسة المرمى. لعب مع نادي برو فيرتشيلي ونادي سبيزيا ونادي سيتاديلا ونادي لوغانو ونادي مانتوفا وبرو سيستو 1913 وAC Sambonifacese ‏.

## روابط خارجية
- اليكس فالينتيني على موقع قاعدة بيانات كرة القدم.إي يو (الإنجليزية)
- اليكس فالينتيني على موقع Soccerway.com (الإنجليزية)
- اليكس فالينتيني على موقع عالم كرة القدم.نت (الإنجليزية)